# Station Łapino Kartuskie
Station Łapino Kartuskie is een spoorwegstation in de Poolse plaats Łapino.